# 船之科學館

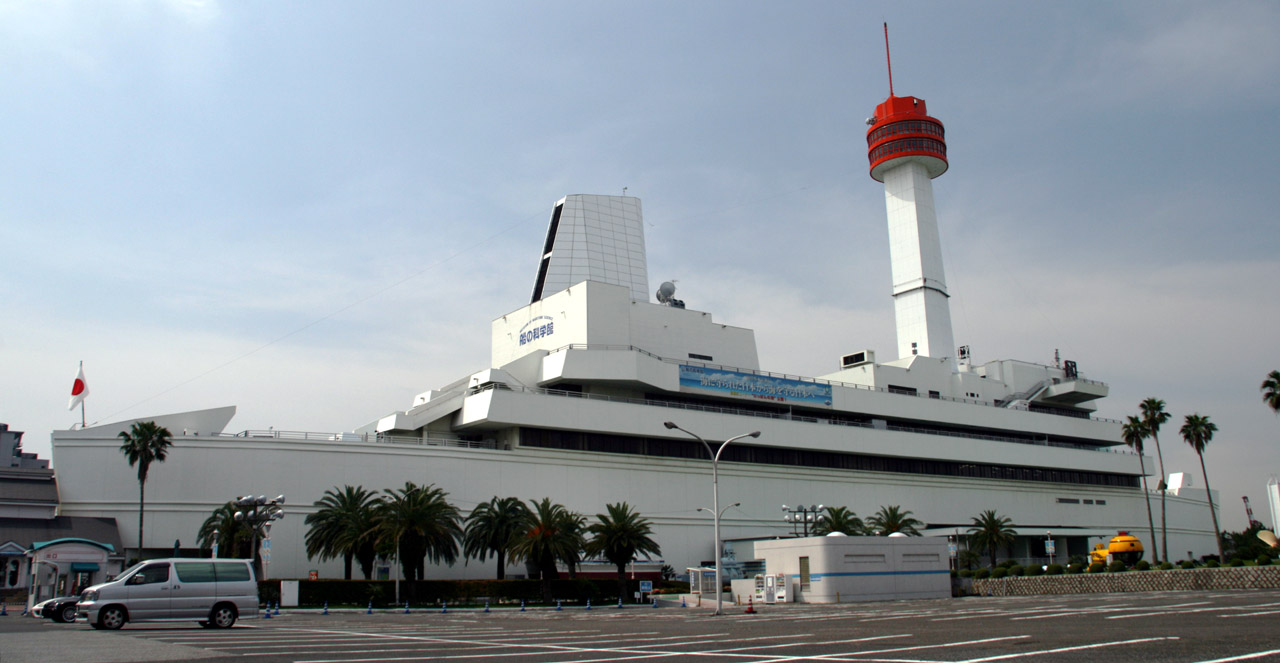

船之科學館（船の科学館），是位於日本東京都台場品川區東八潮的海洋科學博物館。展品包括日本船隻，以及海軍、航運業、捕魚、帆船、海上娛樂、船舶設計和建造以及日本周圍海洋環境有關的物品。

## 历史
博物館建築本身以英國遠洋郵輪女王伊麗莎白二世為原型。於1974年7月竣工開館。自1979年起宗谷號巡視船也被移至旁邊作為別館展示。
2011年10月起本館封閉至今。